# Båtsmanskasernen

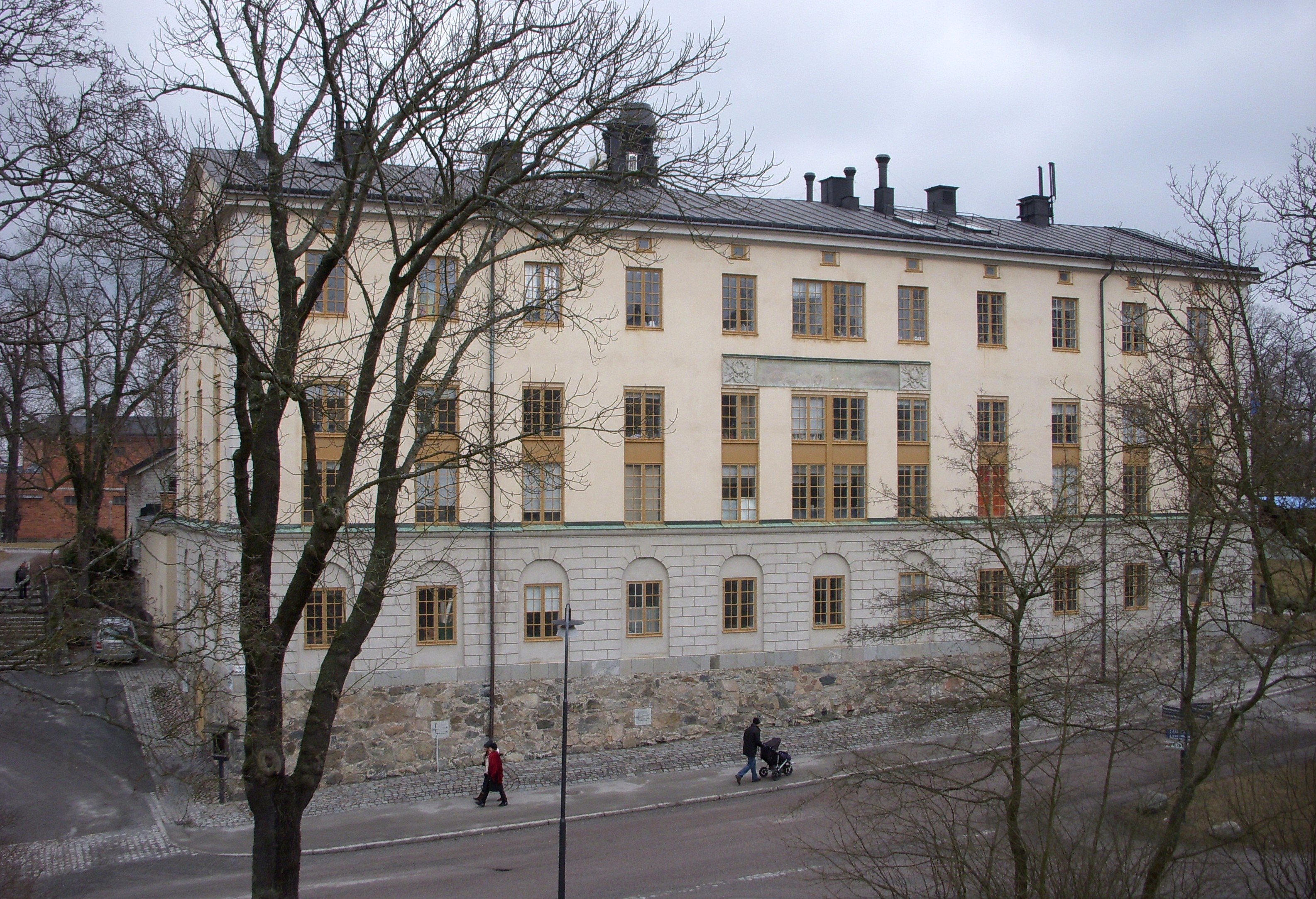
Båtsmanskasernen 2009.

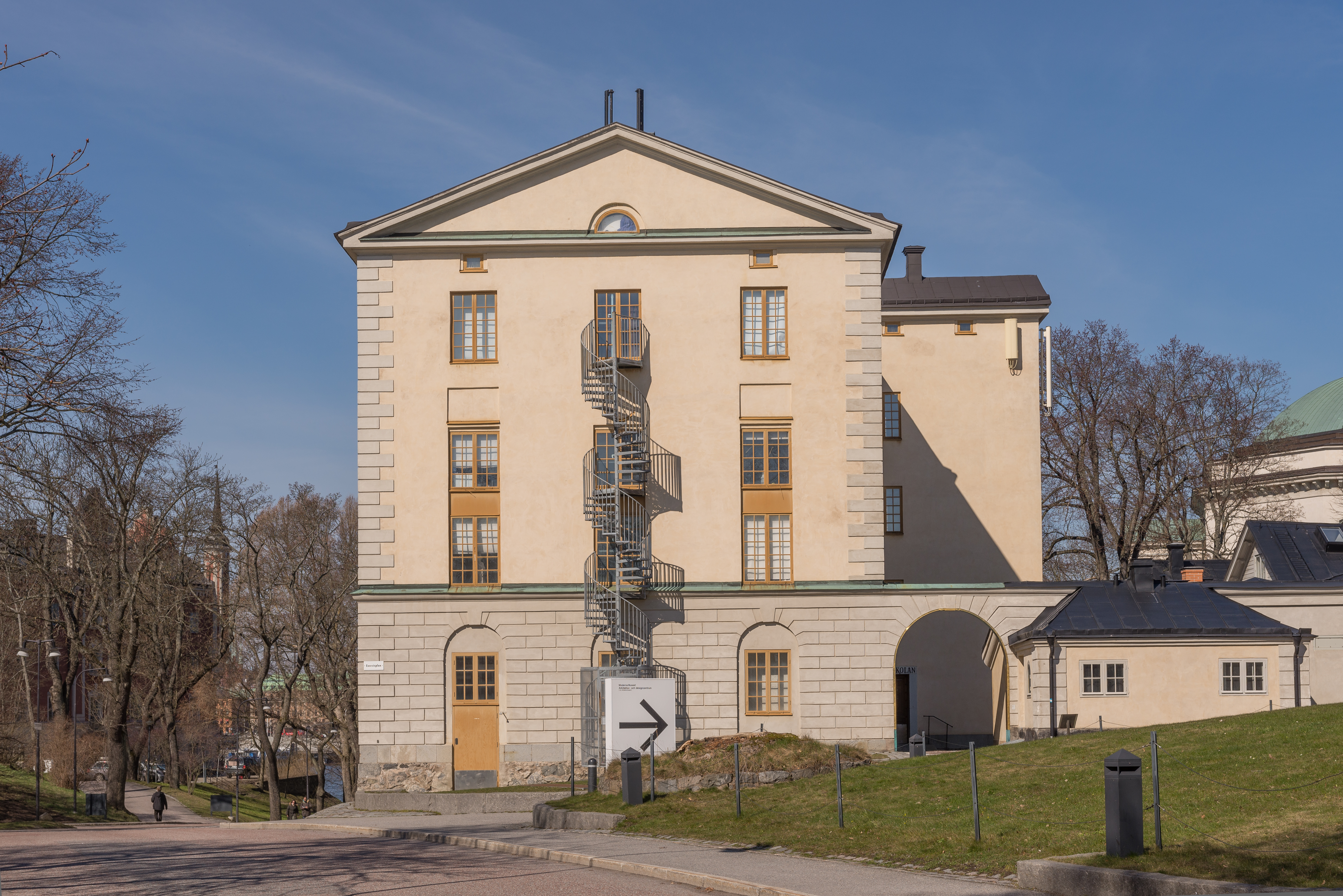
Byggnaden sett från öster 2014.

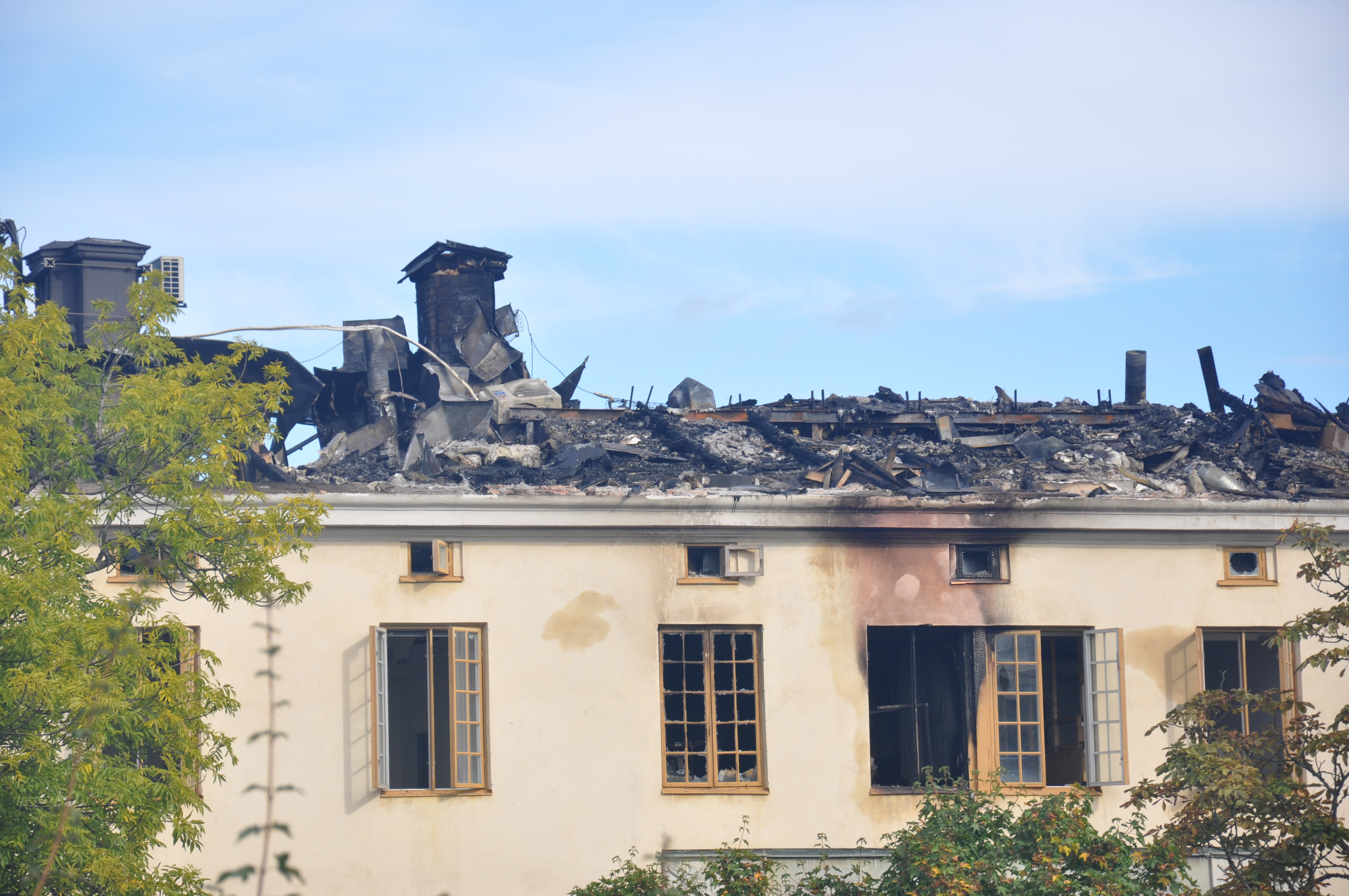
Taket efter branden 2016

Båtsmanskasernen är en byggnad belägen vid Svensksundsvägen på Skeppsholmen i Stockholm. Byggnaden uppfördes 1816-1819 som kasern för cirka 200 båtsmän och 40 man sjöreserv, dessutom fanns marketenteri och kanslilokaler. Arkitekt för kasernen var Fredrik Blom, byggnadschef vid Arméns flottans stockholmseskader. Byggnadsarbetena utfördes av kommenderade båtsmän och började redan 1803 med grunden då artilleriverkstäder skulle byggas, men det blev inte så.
Under 1870-talet genomfördes stora ombyggnader av Båtsmanskasernen, denna gång var Victor Ringheim ansvarig arkitekt.  År 1907 förändrades fasaden genom att fönstren förstorades. 1953 flyttade Kungliga Konsthögskolan in, när deras lokaler i Sergelhuset i centrala Stockholm skulle rivas för att ge plats åt det nya Hötorgscity. Ombyggnaden för de nya verksamheterna utfördes efter ritningar av arkitekt Paul Hedqvist.
År 1935 blev Båtsmanskasernen (Kasern II) statligt byggnadsminne, som förvaltas av Statens Fastighetsverk.
Sedan 1988 disponeras kasernen av Kungliga Konsthögskolan.
På eftermiddagen den 21 september 2016 utbröt en svårsläckt brand i byggnadens fjärde våning. Branden bekämpades som mest av ett 70-tal brandmän och bedömdes vara under kontroll först tjugo timmar efter första larmet. Ingen människa skadades i branden.